# Edgard Boutaric
Pour les articles homonymes, voir Boutaric.
Edgard Boutaric, né le 9 septembre 1829 à Châteaudun et mort le 17 décembre 1877 à Paris, est un historien français.

## Biographie
Fils d'un professeur d'université, Edgard Boutaric intègre l'École des chartes où il obtient le diplôme d'archiviste paléographe (1849). Un temps élève de l'École d'administration créée en 1848, et où les chartistes devaient compléter leur formation[réf. nécessaire], il entre alors aux Archives nationales (1852), où il devient sous-chef de section (1866) et finalement chef de la section administrative et judiciaire. Il y rédige le premier volume de l'inventaire des Actes du parlement de Paris (1254-1299) (1863).
Ce bon connaisseur des institutions et des archives qu'elles produisent s'illustre en 1856 en remportant le concours annuel de l'Académie des inscriptions et belles-lettres dont le sujet était « La France sous Philippe Le Bel ». Il publie ainsi plusieurs volumes consacrés à l'histoire des institutions médiévales du royaume de France, notamment Les Origines de la féodalités, Institutions militaires de la France avant la création des armées permanentes et, en 1873, un Saint Louis et Alphonse de Poitiers - qui lui vaut le prix Gobert - où il montre comment Alphonse acclimate partiellement les nouvelles institutions créées par son frère en les mêlant aux coutumes méridionales. Il s'aventure dans la période moderne en éditant la Correspondance secrète de Louis XV sur les Affaires étrangères, conservée dans son dépôt.
Également auteur d'un Examen des sources du Speculum historiale de Vincent de Beauvais, Boutaric devient professeur d'histoire des institutions et d'archivistique médiévales à l'École des chartes en 1869.
Il est élu membre de l'Académie des inscriptions et belles-lettres en 1876.

## Publications
(Liste non exhaustive).
- La France sous Philippe le Bel : Étude sur les institutions politiques et administratives au Moyen Âge, Paris, Henri Plon libraire-éditeur (réimpr. 1871, 1971 et 1975) (1re éd. 1861), VIII-468 p., 23 cm (OCLC 489722863, BNF 30149242, SUDOC 008222444, présentation en ligne, lire en ligne).

## Distinctions
- Chevalier de la Légion d'honneur (décret du 15 août 1865)